# Carl Fredrik Adelcrantz
Carl Fredrik Adelcrantz (30. januar 1716 i Stockholm – 1. marts 1796 i Stockholm) var en svensk arkitekt, friherre og kommandør af Nordstjerneordenen. Som överintendent var han ansvarlig for kongens byggerier i tiden 1767-1795. Han regnes for en af Sveriges betydeligste rokokoarkitekter.

## Familiær baggrund
Carl Frederik Adelcrantz var sønnesøn af kammerskriver Josua Törnqvist og Cecilia Andera og søn af arkitekt Göran Josuæ Adelcrantz, som 1712 var adlet med navnet Adelcrantz, og Anna Maria Köhnmann.
Som student i Uppsala var Göran Josua Törnqvist medlem af teatertruppen Den Swänska Theatren, der senere spillede i teatret Lejonkulan i Stockholm. Han blev ansat hos Nicodemus Tessin den yngre i 1697, året hvor en brand lagde slottet Tre Kronor øde og planlægningen af et nyt slot tog sin begyndelse. Törnqvist havde studeret arkitektur og blev måske opdaget af Tessin på grund af sine scenografiske evner. Göran Josua Adelcrantz forblev overskygget af den dominerende Tessin. Hans væsentligste værk er kuplen til Katarina Kirke i Stockholm.
Ved sit bryllup i 1711 med en ung enke Maria Köhnmann, datter af en rig købmand, blev Törnqvists finanser forbedret, og han kom bl.a. i besiddelse af herregården Signhildsberg ved Sigtuna. Året efter blev han adlet af Karl XII på anbefaling af Tessin. Carl Fredrik blev født i Stockholm som tredje barn i ægteskabet.

## Unge år
Faderen bestemte ham på grund af sine egne bitre erfaringer for embedsvejen, som han betrådte efter endte Uppsalastudier . Faderen havde nemlig i 1727 mistet stillingen som hofarkitekt og stadsarkitekt i Stockholm. Men da faderen var død, fulgte Adelcrantz sin inderste trang og kastede sig med iver over studiet af bygningskunst. Starten på hans embedsbane blev dog en lav stilling som embedsmand i Kammarrevisionen (senere Kammarrätten).
Göran Josua Adelcrantz forsøgte ikke at undertrykke sønnens lyst til arkitekturen. Tværtimod tog Carl Fredrik tegnelektioner og var faderens assistent, bl.a. ved tegning af et alter til Katarina Kirke og et tårn til den finske kirke, der dog aldrig blev realiseret. Et halvt år efter faderens død i 1739 forlod Carl Fredrik Adelcrantz Kammarrevisionen og tog den 11. august 1739 på studierejse til Frankrig og Italien. Hans noter fra turen er gået tabt, men det vides at han var to år i Paris og flere måneder i Rom.
Mens han var i Rom, modtog han i december 1741 udnævnelse til konduktør ved bygningen af Stockholms Slot. Grev Carl Gustaf Tessin, fra hvem Adelcrantz havde udbedt sig en anbefaling, var endnu ikke overbevist om den unge arkitekts talent, men Carl Hårleman sikrede Adelcrantz udnævnelsen. I sensommeren 1743 påbegyndte han sin hjemrejse mod Sverige, hvortil han ankom i Stockholm i november.

## Hofmand og arkitekt
Adelcrantz fik titel af hofjunker i 1744 og blev knyttet til kronpris Adolf Frederiks og Louise Ulrikes hof. Endnu nogle år stod Adelcrantz i skyggen af Hårleman og var dennes assistent i det meste af 1740'erne. Han havde vundet Hårlemans tillid og blev af ham sendt til Italien for at rekruttere kunstnere til udsmykningen af slottet. Adelcrantz tog af sted i 1750 ledsaget af kgl. hofbilledhugger Jacques Philippe Bouchardon, Edmé Bouchardon bror. Opholdet i Italien var for så vidt en fiasko, idet kunstnerne som Giovanni Battista Tiepolo viste sig alt for dyre for den svenske pengekasse, men gav til gengæld en rig høst af arkitekturnoter, bøger og kunstværker. Adelcrantz var tilbage i den svenske hovedstad sommeren 1751.
Da Hårleman pludselig døde i 1753, blev han som överintendent fulgt af Carl Johan Cronstedt, og Adelcrantz fik Cronstedts tidligere stilling som hovintendent. Stillingen som överintendent var blevet skabt for Nicodemus Tessin den yngre i 1697, da den ambitiøse planlægning af det nye kongeslot begyndte. Stillingens statutter var modelleret over den franske hofstilling Surintendant des Bâtiments, hvis indehaver var ansvarlig for de kongelige byggeopgaver og under Colbert også kom til at være ansvarlig for den kongelige manufaktur af gobeliner og porcelæn. Sverige havde ikke tilsvarende fabrikker, så stillingen var snarere kongens førstearkitekt, Premier Architecte du Roi. Hvervet blev udvidet til at omfatte alle offentlige byggeopgaver, også kirker.
I slutningen af 1753 modtog Adelcrantz atter en udenlandsk mission, der denne gang gik til Paris. I overensstemmelse med de modtagne instrukser sendte han store modeller og kobberstik hjem til brug for interiørindretningen på slottet. Han indgik også kontrakt med Pierre Hubert L'Archevêque som J.P. Bouchardons efterfølger. Bouchardon døde i december 1753.
I Paris sad Adelcrantz også model for landsmanden Alexander Roslin, tidens feterede portrætmaler. Han testamenterede senere portrættet til det Kungliga Akademien för de fria konsterna. Roslin og Adelcrantz havde muligvis mødt hinanden i Stockholm eller Italien, men opholdet i Paris blev begyndelsen på et langt venskab og en korrespondance, der siden er gået tabt. Den dagbog, som Adelcrantz førte på sin rejse, blev angiveligt solgt på auktion i 1831, men er også bortkommet.
Efter hjemkomsten arbejdede han på slottets interiørdekoration, der blev afsluttet i november, hvor han samtidig blev ophøjet til ridder af Nordstjerneordenen. Dette år blev han også indvalgt til medlem nummer 143 af Kungliga Vetenskapsakademien.

## Överintendent
Efter Cronstedt forlod stillingen som överintendent i 1767, blev Adelcrantz udpeget til hans efterfølger og nåede dermed den højeste stilling, en arkitekt kunne efterstræbe. Han havde dog haft titlen og meget af ansvaret honoris causa i ti år forinden som överintendent for Kongliga Ritarakademien (nuværende Kungliga Akademien för de fria konsterna). Året inden var han blevet friherre.
Adelcrantz tilhørte Hattepartiet, der var den ene af de dominerede grupper i den svenske Riksdag i Frihedstiden. Derfor kom han i skudlinjen, da det konkurrerende parti, Huepartiet, kom til magten i Riksdagen i 1771. Huerne anklagede ham bl.a. for en kommission på grund af en ubetydelig ændring i slottets byggeplan. Kong Gustav III's statskup året efter sikrede imidlertid Adelcrantz' position og hans fortsatte uforstyrret sit arbejde.
1768 omdannede han Ritare-akademien til et virkeligt kunstakademi (Målare- och bildhuggareakademien) og var selv dets forstander til året før sin død. I 1773 fik Kunstakademiet nye statutter, og i 1776 gav kongen embedet som överintendent større kontrol over alle offentlige bygninger i landet, og begge ændringer skete på foranledning af Adelcrantz. Han var også direktør for "Sällskapet Du Londel" (fra 1753) og direktør for hofkapellet (fra 1764).
Men tidens smag var skiftende, og som resultat af kongens rejser i Italien og Frankrig 1783-84 var monarkens smag ændret i retning af klassicismen. Adelcrantz optog disse nye stilelementer, men blev i stigende grad overhalet af yngre talenter og kørt ud på et sidespor. Som 72-årig i 1787 ansøgte Adelcrantz om afsked fra statstjenesten på grund af skrantende helbred og økonomiske problemer, men fik afslag af kongen. Først i 1795 kunne den nu 80-årige Adelcrantz forlade stillingen som överintendent, der blev overtaget af Carl Fredrik Fredenheim den 16. februar. Han var aktiv til det sidste, og hans sidste værk blev et forslag til ombygning af kirken i Stockholms-Näs. Nogle måneder senere, i juni måned, gik han også af som præsident for Kunstakademiet. Den 20. marts 1786 var Adelcrantz blevet æresmedlem af Kungliga Vitterhets Historie och Antikvitets Akademien. Hans sidste leveår var plaget af en smertefuld kræftsygdom og voksende økonomiske problemer. Han døde i marts 1796.
1777 adopteredes hans broder, vicepræsidenten ved Göta hovrätt Emanuel Adelcrantz på det friherrelige navn, men han døde før Carl Fredrik Adelcrantz. Adelcrantz var ugift, hvorfor slægten uddøde med ham. 1890 lod Svenska Akademierne præge en medalje til minde om ham, og G.R. Nyblom skrev en minderune.

## Adelcrantz som arkitekt
Adelcrantz' første betydelige opgaver var Confidencen (Ulriksdal Slotsteater) og det palæ i Stockholm (Adelcrantz' Palæ på Karduansmakargatan), som han oprindeligt designede til sin svoger, vicepræsident i Kammerrevisionen Gustaf Samuel Ruuth, men senere selv overtog. De er begge fra 1753, året hvor Hårleman døde. Adelcrantz rådede også over landstedet Trångsunds Gård ved Drevviken, som han selv havde tegnet.
Som arkitekt øvede han stor indflydelse på sin tids svenske bygningskunst. Blandt hans mange værker kan nævnes kancellifløjen på Stockholms Slot og kvarteret Lejonbacken. Han tegnede den elegante Adolf Fredriks Kirke og Det Gustavianske Operahus ved Gustaf Adolfs torg (1774-82, gengivet på den svenske halvtredskroneseddel, bagved portrættet af Jenny Lind ses en del af hans tværsnit gennem scenen af dette operahus).
Efter hans tegninger opførtes Drottningholm Slotsteater og Kina Slot på Drottningholm samt Ulriksdal Slotsteater ved Ulriksdal Slot. Han stod for tilbygningen til Svartsjö Slot og med Jean Eric Rehn hovedbygningen til Sturehovs Slot.
Adelcrantz tegnede desuden Den tyske Kirke i Gøteborg (også kaldet Christinae Kirke) i Gøteborg samt Valleberga Kirkes korsarme.
Adelcrantz' tidligste inspiration kom fra barokarkitekturen, som han kunne studere i mønsterbøger og kobberstik i faderens bibliotek. Hans første selvstændige arbejde, alteret til Katarina Kirke fra 1732, er udført i en romersk barokstil à la Tessin. Alteret er måske inspireret af Carlo Rainaldis alter i Chiesa di Gesù e Maria i Rom, der er afbildet i Giovanni Giacomo Rossis Disegni di vari altari e cappelle nelle chiese di Roma, der fandtes i den ældre Adelcrantz' bibliotek. Men da han selv blev den ledende arkitekt omkring 1750, var den franske rokoko den dominerende stil også i Sverige, hvilket særligt Hårleman var ansvarlig for. Adelcrantz bevægede sig smidigt, fantasifuldt og originalt inden for denne stil, hvilket bl.a. Kina Slot i Drottningholm viser. Han kunne også smidigt bevæge sig over i klassicismen, eftersom hans arkitektur aldrig havde barokkens store plastiske effekter. Hans huse fra denne periode præges af en klar geometri og er ofte ensembler af arkitekturelementer som søjler og portiker.

## Værker i udvalg
- Kancellifløjen og interiører på Stockholms Slot
- Ulriksdal Slotsteater (Confidencen) (1753)
- Adelcrantz' Palæ, Karduansmakargatan 8, Nedre Norrmalm i Stockholm (1755)
- Kina Slot ved Drottningholm Slot (1763-69)
- Drottningholm Slotsteater (1764-66)
- Adolf Fredriks Kirke, Stockholm (1768-74)
- Udvidelse af Fredrikshov Slot (1772-74)
- Åby Kirke (1774)
- Det Gustavianske Operahus, Stockholm (1775-82, nedrevet 1892)
- Den tyske Kirke i Göteborg (1776-83)
- Korsholms Kirke, Vaasa, nuværende Finland (1776-86)
- Forlængelse af Svartsjö Slot (1770'erne)
- Det svenske konsulat, Stengade 46, Helsingør (1784, tilskrivning, fredet 1918)
- Lejonbacken, Stockholm (1780'erne)
- Sturehov Slot (1780'erne)
- Tre korsarme til Valleberga Kirke (1791, nedrevet ved Theodor Wåhlins restaurering 1908-10)
- Trångsunds Gård